# Nilla
A Nilla olasz eredetű női név, a -nilla végű nevek önállósult becéző formája.

## Gyakorisága
Az 1990-es években szórványos név, a 2000-es években nem szerepel a 100 leggyakoribb női név között.

## Névnapok
- május 31.[2]

## Híres Nillák
Nilla Pizzi